# Al-Brazil
Al-Brazil é um bairro na cidade de Rafah, na Faixa de Gaza, um dos territórios da Palestina. Localiza-se ao sul, na fronteira com o Egito. Foi batizado em homenagem ao Brasil, por conta da presença de soldados brasileiros nas forças de paz da ONU que atuaram em Gaza nos anos 1950-60 (o chamado Batalhão Suez). Há também uma versão da história da origem que afirma que o batismo só se deu nos anos 1990, após o Brasil financiar reformas no local.

## História
O bairro nasceu em volta de uma rua homônima, num local que ficou denominado "Campo Brasil", e cresceu por alguns quarteirões até a fronteira com o Egito, abrigando refugiados de conflitos com Israel.
Após a Guerra dos Seis Dias, as forças israelenses tentaram mudar o nome do local para Al Nahla ("abelha de mel" em árabe) para homenagear um judeu que teria morrido ali e em cujos bolsos foram encontradas, semanas depois, tâmaras doces preservadas. Contudo, os moradores resistiram à mudança, com muitos sequer acreditando na história. Em 1970, quando Israel construiu conjuntos habitacionais para pessoas deslocadas, houve uma nova tentativa frustrada de renomeação, desta vez para Dekel B, sendo "dekel" o termo em hebraico para palmeira.
O conflito entre os dois povos fez do bairro um alvo de bombardeios israeleneses em ao menos três ocasiões: no início dos anos 2000, 2014 e 2024. Na primeira vez, dentro do contexto da Segunda Intifada, segundo relatório da Human Rights Watch, Israel teria usado tratores para destruir casas e abrir caminhos para suas tropas para evitar estradas possivelmente minadas, dando a seus residentes apenas um breve tempo para recolher seus pertences, com algumas edificações sendo derrubadas ainda ocupadas. Segundo o jornal The Guardian, foram demolidas ou bombardeadas quase 200 casas em Rafah, desabrigando 1,7 mil pessoas, resultado dum esforço do exército israelense para encontrar túneis que seriam usados para contrabandear armas do Egito. Em Al-Brazil especificamente, foram destruídas cerca de 24 casas. Três túneis foram descobertos na operação, sem nenhuma arma dentro. Na época, as forças de Israel disseram que somente dez casas foram destruídas.
A destruição mais recente se deu como consequência da atual Guerra Israel-Hamas. Ao longo de um ano, Al-Brazil foi um dos bairros mais atingidos pelos bombardeios israelenses, uma vez que o estado judeu acredita que o local abriga terroristas do Hamas. Antes desses últimos ataques, Al-Brazil era uma parte pobre da cidade e cheia de edificações baixas, mal-acabadas e superlotadas. Um representante da Agência das Nações Unidas de Assistência aos Refugiados da Palestina no Próximo Oriente afirmou à BBC Brasil que a reconstrução do bairro, embora tenha acontecido outras vezes, é incerta por conta do atual nível de destruição da Faixa de Gaza como um todo, que ele chamou de "sem precedentes".